# Tmall
Tmall (en chino simplificado, 天猫; pinyin, Tiānmāo, léase: Tián-Máo) es una tienda en línea para que las empresas locales chinas e internacionales vendan productos de marca conocida a los consumidores de la China continental. 
En febrero de 2018 la web registró +500 millones de usuarios activos mensuales y en 2020 fue la tercera página más visitada de internet solo por detrás de Google y YouTube. La empresa funciona como un brazo especializado del Grupo Alibaba .

## Historia
Tmall.com fue primero introducido por Taobao en abril de 2008 cuando Taobao Mall (淘宝商城,Táobǎo Shāngchéng), era una  plataforma B2C dentro de su sitio web de comercio electrónico del consumidor.
En noviembre de 2010, Taobao Mall lanzó un dominio web independiente, tmall.com, para diferenciar los listados por sus mercaderes, quiénes son cualesquier dueños de marca o autorizó distribuidores, de Taobao C2#C mercaderes. Mientras tanto, chute de unos EE. UU.$30 millones de campaña publicitaria para levantar concienciación de marca entre los consumidores. También anuncie un foco realzado encima producto verticals y mejoras en la experiencia de compra.
En junio de 2011, el presidente y CEO de Alibaba Group, Jack Ma, anunció una reestructuración importante de Taobao a través de un correo electrónico interno. Fue reorganizado en tres compañías separadas. Como resultado, Tmall.com devenía un negocio independiente bajo Alibaba Grupo. Los otros dos negocios que resultados de la reorganización es Taobao Marketplace (un C2C mercado) y eTao (un motor de búsqueda de compra). El movimiento estuvo dicho para ser necesario para que Taobao "cumpliera con las amenazas competitivas que surgieron en los últimos dos años, durante las cuales el panorama de Internet y el comercio electrónico ha cambiado drásticamente".
En octubre de 2011, Tmall.com experimentó dos olas sucesivas de en línea amotinándose desde entonces significativamente aumente costes en vendedores en línea. Los costes de servicio levantaron de 6,000 yuan ($940) a 60,000 yuan ($9,400) un año, y un depósito de suma fijo obligatorio ido de 10,000 yuan ($1,570) a hasta 150,000 yuan ($23,500). Según Tmall.com, el aumento de precio estuvo pretendido para ayudar weed fuera de mercaderes que es demasiado a menudo una fuente de falsificaciones, productos de baja calidad y servicio de cliente pobre. Tiendas que gana índices superiores para servicio y calidad de los clientes y volúmenes de ventas altas están titulados a reembolsos parciales o llenos.
El 11 del 11 de enero de 2012, Tmall.com oficialmente cambió su nombre chino a Tiān Māo (天猫), la pronunciación china de Tmall, el cual literalmente significa “gato de cielo”.
Tmall ocupó el 51.3% chino B2C mercado participación de ventas de producto en línea en Q1 2013.
Marcas que actualmente tienen tiendas en Tmall.com incluye Auchanwines, P&G, Adidas, UNIQLO, GAP, Nine West, Reebok, ECCO, Ray-Ban, New Balance, Umbro, Lenovo, Dell, Nokia, Philips, Samsung, Logitech, Lipton y Watsons.
En febrero de 2014, Alibaba lanzó Tmall Global como mercado transfronterizo para marcas extranjeras y comerciantes para vender directamente a consumidores chinos. El mercado transfronterizo requiere mercaderes ya no para tener una figura jurídica en China ni stock de control en el país. Algunos de los más grandes flagship tiendas de Tmall Global incluye Costco de Estados Unidos o dm-drogerie markt de Alemania. Tmall lanzará sociedades nuevas con marcas de lujo cada mes en 2018.
Desde 2017 TMall ofrece un suporte a sus comerciantes durante el lanzamiento al mercado de nuevos productos mediante la plataforma TMall Heybox. Las empresas que lo necesiten, pueden utilizar TMall Hey box tanto para tener acceso a un gran abanico de herramientas de marketing como para raforzar la popularidad de sus marcas en China y escuchar las opiniones de los consumidores acerca de sus nuevos productos.